# Rose des Bancs
La Rose des Bancs est une montagne des Alpes grées, culminant à 3 163 ou 3 164 mètres d'altitude.
En dessous de la paroi nord-ouest se trouve ce qui reste du glacier des Bancs, aujourd'hui le dernier névé de la vallée de Champorcher.

## Toponymie
Ce sommet était autrefois nommé mont Brian. Le toponyme actuel « rose » ne doit pas être confondu avec la fleur : ce mot dérive du patois francoprovençal valdôtain roése et signifie « glacier », comme pour le mont Rose. Bancs dérive du mot valdôtain bantse, indiquant une terrasse glaciaire. La forme complète en patois valdôtain standard est Rouése di bantse, alors que la prononciation varie pour le patois champorcherain en Rouisi di banque.
La Rose des Bancs est appelée aussi mont de la Balme et pointe de la Balme, où balme indique une cavité naturelle utilisée souvent comme abri pour les troupeaux.

## Localisation
Le sommet est situé à la frontière entre la Vallée d'Aoste et le Piémont, à la tête de la vallée des Bancs (appelée aujourd'hui vallée de Champorcher) et du val Soana (Piémont).

## Accès
Le départ de la voie la plus fréquentée se situe au refuge Dondénaz, dans la haute vallée de Champorcher. On remonte le vallon des Bancs en côtoyant le glacier des Bancs et on gagne le col de la Rose (2 957 mètres). On rejoint ensuite le sommet par la crête occidentale.
On peut accéder à la Rose aussi du versant piémontais, à partir de Campiglia Soana par le sanctuaire de san Besso (2 019 mètres) et par le col de la Rose.